# Le Jugement dernier (Bosch, 1504)
Le Jugement dernier est un grand tableau commandé en 1504 au peintre Jérôme Bosch. Souvent identifié à l'une ou l'autre des rares réalisations conservées du maître, il pourrait s'agir au contraire d'une œuvre perdue voire d'une commande non honorée.

## Commande (1504)

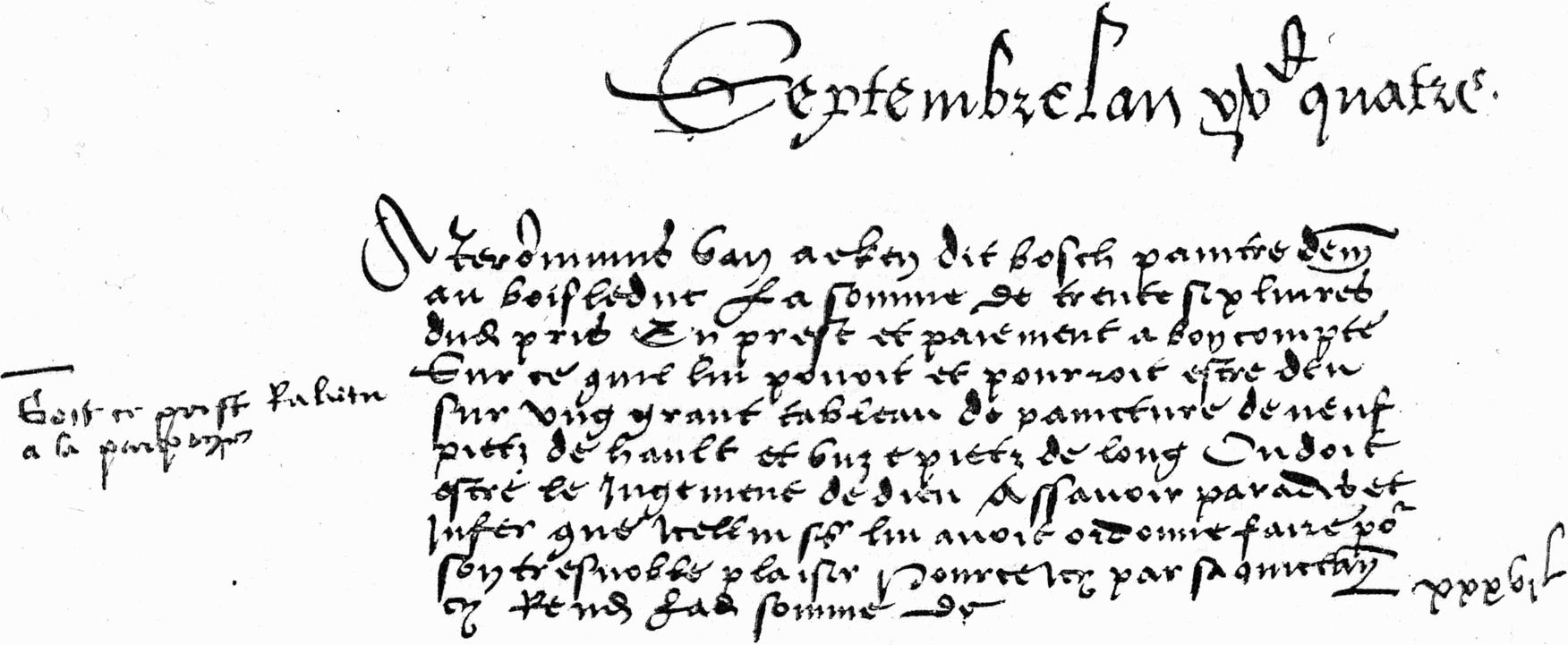
Mention d'un acompte dans le registre B 2185 des Archives départementales du Nord, Lille,.

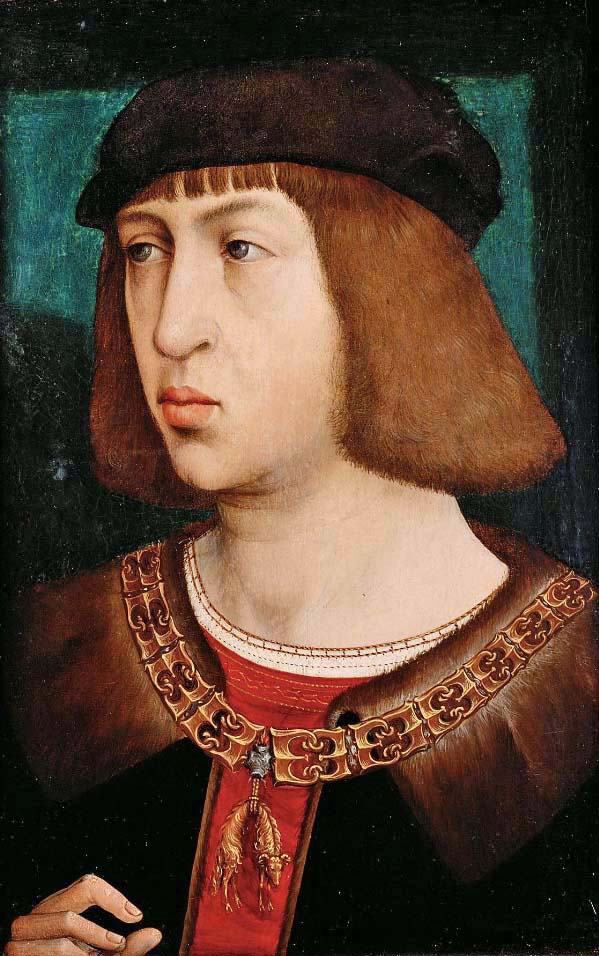
Philippe le Beau, commanditaire du Jugement dernier. Portrait par Juan de Flandes, vers 1500.

Contrairement à la plupart des tableaux de Bosch, qui ne sont datables que de manière hypothétique et dont l'historique est rarement retraçable avant la mort de l'artiste (1516), le Jugement dernier est documenté par une pièce authentique et datée. Les Archives départementales du Nord (ADN), situées à Lille, conservent en effet un registre comptable du receveur général des finances du comté de Flandre consignant le versement, en septembre 1504, d'un acompte pour une commande passée à Bosch par le comte de Flandre et duc de Bourgogne Philippe de Habsbourg, dit Philippe le Beau (1478-1506) :
« Septembre l'an XVc quatre.
A Jeronimus Van aeken dit bosch paintre dem[eurant]
au boisleduc La somme de trente six livres
du[dict] pris En prest et paiement a bon compte
Sur ce quil lui povoit et pourroit estre deu
sur ung grant tableau de paincture de neuf
pietz de hault et unze pietz de long Ou doit
estre le Jugement de dieu assavoir paradis et
Infer que icellui S[eigneu]r lui avoit ordonné faire po[u]r
son tres noble plaisir Pour ce icy par sa quictan[ce]
cy Rend[ue] lad[icte] somme de xxxvj £ »
— ADN, registre B 2185, fo 230v
Confirmé par une mention marginale, le versement de cet acompte doit suivre de peu la commande elle-même. En effet, Philippe le Beau, alors en guerre contre Charles de Gueldre, séjourne à Bois-le-Duc à partir de ce même mois de septembre 1504.
Le thème du Jugement dernier est très courant dans l'art chrétien médiéval. Bosch et son atelier en ont d'ailleurs réalisé plusieurs versions, comme en témoignent les triptyques conservés à Vienne et à Bruges. L’œuvre commandée en 1504 devait également être un triptyque, avec le Jugement sur le panneau central, le Paradis sur le volet gauche et l'Enfer sur le volet droit, comme le suggèrent la mention de ces trois scènes et celle de grandes dimensions.
Celles-ci correspondent approximativement à une hauteur de 252 cm et à une largeur de 308 cm, le pied de Bois-le-Duc mesurant un peu plus de 28 cm. De telles dimensions, exceptionnelles dans l’œuvre de Bosch, ne sont comparables qu'à celles du triptyque du Jardin des délices. Elles ont d'ailleurs incité Dollmayr à voir dans ce Jugement dernier un carton de tapisserie plutôt qu'un projet de tableau d'autel,.
En dehors de l'acompte de septembre 1504, il n'existe aucun document attestant de paiements ultérieurs ou de la livraison de l’œuvre, ce qui pourrait laisser penser que celle-ci n'a peut-être jamais été réalisée. Cette hypothèse a été présentée avec prudence par l'équipe du Bosch Research and Conservation Project (BRCP) et reprise par Pilar Silva Maroto, qui estime que le peintre n'a peut-être pas été en mesure d'honorer la commande avant le départ définitif de Philippe pour la Castille en janvier 1506.
Un Jugement dernier attribué à Bosch, malheureusement détruit lors d'un incendie, faisait partie des tableaux envoyés en 1593 à l'Escurial par Philippe II d'Espagne, petit-fils de Philippe le Beau. Acquis par le roi en même temps que le Jardin des délices lors de la vente des biens de don Fernando de Tolède (1527-1591), bâtard du duc d'Albe, il ne peut être confondu avec l’œuvre commandée en 1504 en raison de ses dimensions moindres (une brasse et quart sur une brasse et un sixième, soit environ 104 cm sur 97 cm).

## Propositions d'identification
En partant du principe que la commande de 1504 a bien été honorée, des historiens de l'art ont proposé de considérer le Jugement dernier de Philippe le Beau comme perdu ou, au contraire, de l'identifier parmi les œuvres conservées attribuées à Bosch.

### LeJugement dernierde Vienne

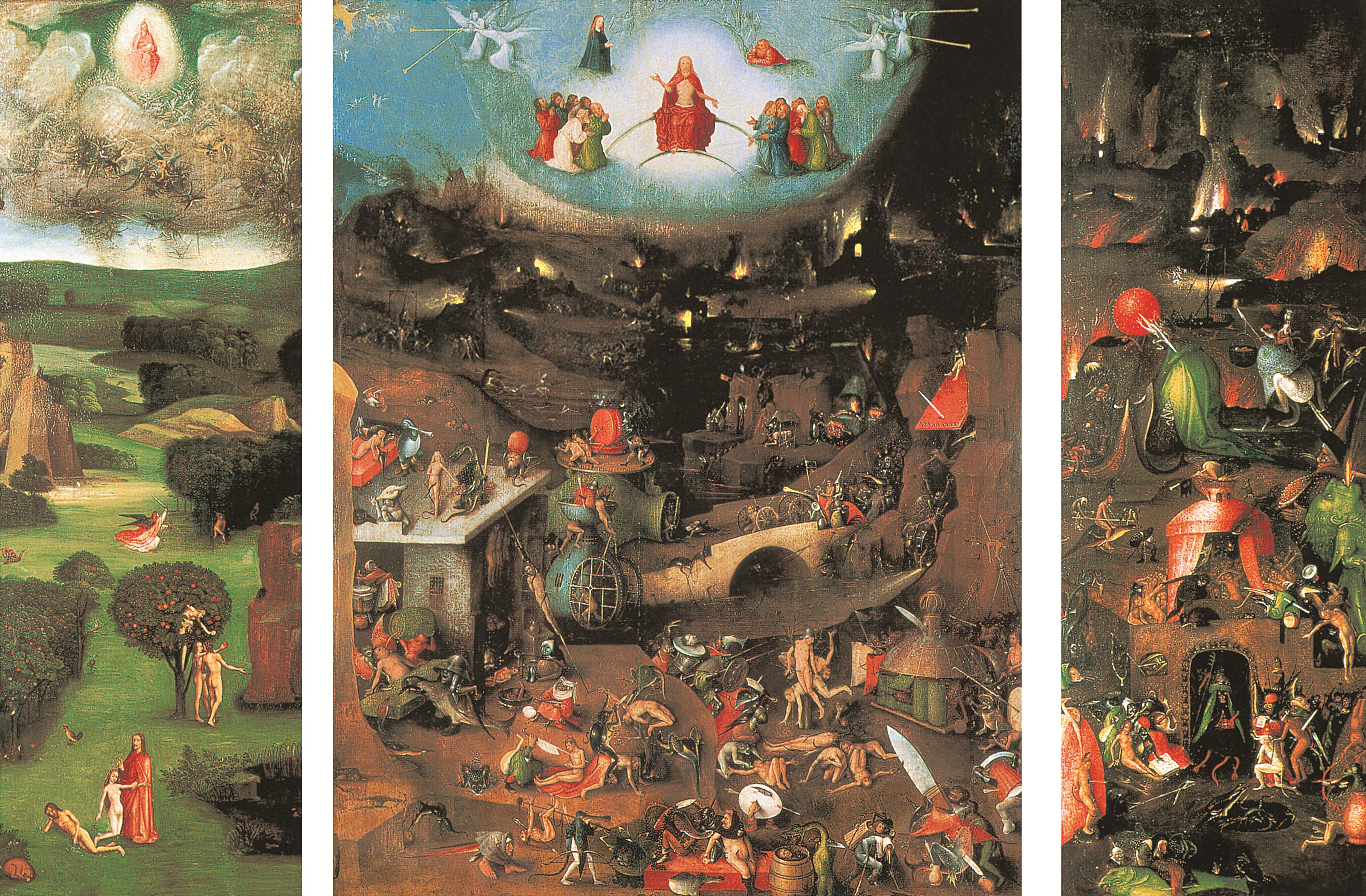
Le Jugement dernier de Vienne (ouvert), vers 1500-1505.

Plusieurs auteurs relient la commande de 1504 au Jugement dernier de l'Académie des beaux-arts de Vienne, mentionné pour la première fois en 1659 et réalisé, selon l'analyse dendrochronologique, après 1476.
Cette hypothèse d'identification a été prudemment émise dès 1884 par Henri Hymans. Or, les dimensions du triptyque viennois ne coïncident pas du tout avec celles qui sont consignés dans l'acompte de 1504. En effet, le Jugement dernier de Vienne est actuellement haut de 163 cm et large de 247 cm (dont 127 cm pour le panneau central, qui a perdu environ 4 cm lors d'un recadrage, et 60 cm pour chacun des volets latéraux). Cette différence est cependant minimisée par plusieurs auteurs. Frédéric Elsig estime ainsi que l'état final peut diverger du projet initial et que la disparition d'une prédelle a pu réduire la hauteur du triptyque.

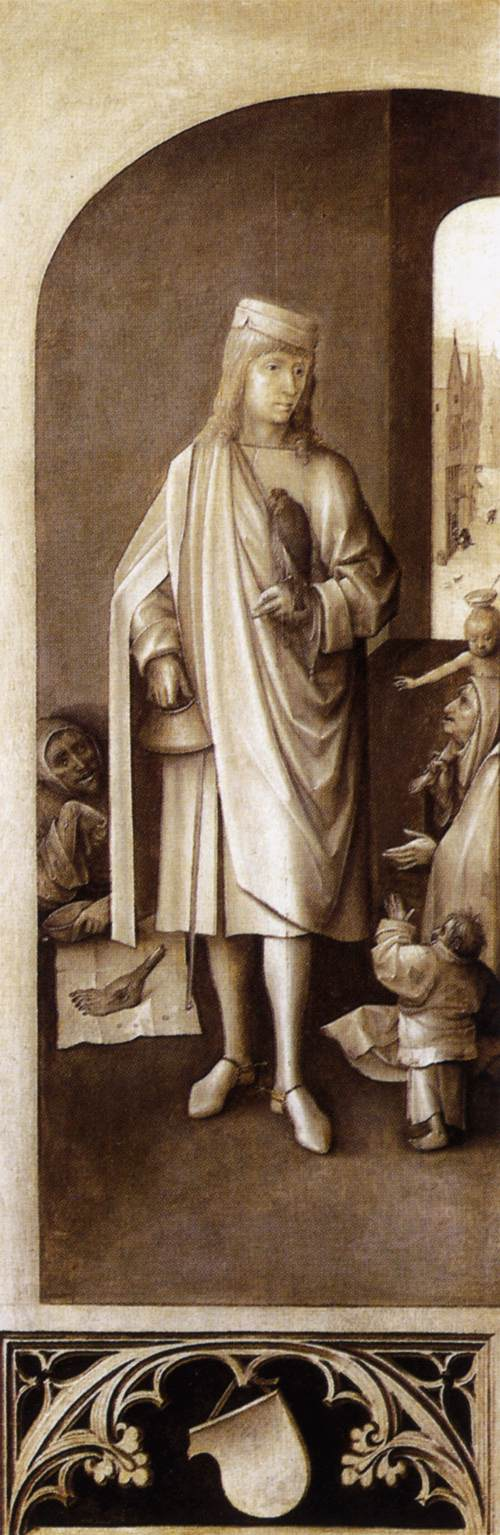
Saint Hippolyte, autrefois identifié à saint Bavon (revers en grisaille du volet droit).

Au début du XXe siècle, les autrichiens Glück puis Baldass considéraient que le tableau de Vienne pouvait être une copie, de plus petites dimensions, du Jugement commandé en 1504. Cette hypothèse se fonde notamment sur l'étude iconographique des scènes en grisaille peintes au revers des volets latéraux, qui représentent saint Jacques et - selon Glück - saint Bavon. En effet, saint Jacques est le patron de l'Espagne, dont Philippe le Beau a épousé l'héritière (la future reine de Castille Jeanne la Folle), tandis que saint Bavon représenterait les Pays-Bas bourguignons en tant que patron de Gand et de plusieurs autres cités de cette région. Les écus vides peints sous ces deux personnages auraient par conséquent été ornés des armoiries de ces deux territoires dans la version originale de 1504. Ce dernier argument est réfuté par Elsig, qui rappelle que l'écu sans armes est un motif fréquent dès la fin du XVe siècle.
Saint Jacques est parfaitement identifiable grâce à sa tenue de pèlerin et notamment à son chapeau orné d'une coquille. Saint Bavon est quant à lui représenté comme un jeune noble, faucon au poing, vêtu à la mode des années 1500 et faisant l'aumône à des mendiants. En suivant l'hypothèse de Glück et Baldass, des auteurs ont même proposé de reconnaître les traits de Philippe le Beau dans ceux de saint Bavon.
Dénonçant un « raisonnement circulaire », les experts du BRCP réfutent cette démonstration en identifiant le personnage du volet droit non pas à saint Bavon de Gand mais à saint Hippolyte, saint patron du haut fonctionnaire bourguignon Hippolyte de Berthoz (v. 1438-1503). Ce dernier serait ainsi le véritable commanditaire du triptyque viennois, que Philippe le Beau a pu admirer chez son subordonné et dont il aurait par conséquent souhaité posséder une version encore plus spectaculaire.

### Le fragment de Munich

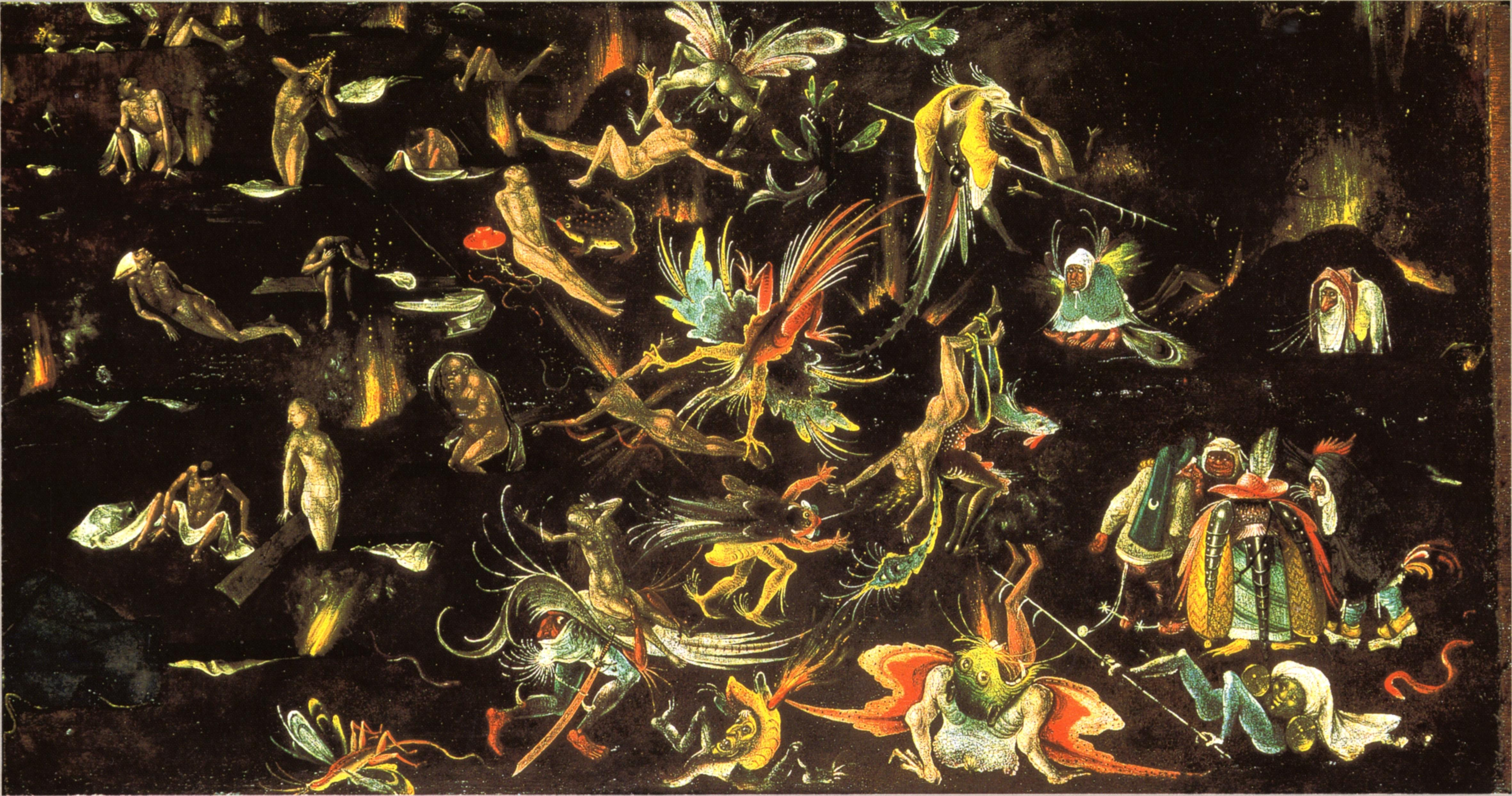
Suiveur de Bosch, Le Jugement dernier (fragment), vers 1530-1540.

Aujourd'hui conservé à l'Alte Pinakothek de Munich, ce tableau a été mentionné pour la première fois en 1822 et attribué pour la première fois à Bosch en 1893. Il s'agit du fragment d'une composition plus vaste, comme en témoigne l'absence de barbes sur trois côtés. En bas à gauche, un morceau de tissu bleu indique la présence d'un très grand personnage, qui pourrait être l'archange Michel pesant les âmes, comme dans les exemples célèbres du polyptyque de Beaune peint par Van der Weyden et du Jugement dernier de Memling. Dans cette hypothèse, l’œuvre dont a été extrait ce fragment aurait pu mesurer près de trois mètres de large, ce qui pourrait correspondre à la commande de 1504.
Opéré en premier dans les années 1930 par Buchner et Tolnay, ce rapprochement a toujours des partisans au début du XXIe siècle. Cependant, depuis 1968, la plupart des historiens de l'art n'attribuent plus le fragment munichois qu'à un suiveur de Bosch. Bien que le panneau ait pu être peint dès 1442-1444, plusieurs auteurs en situent désormais la réalisation après 1520, voire dans les années 1530,, donc après la mort de Bosch.

## Une œuvre disparue
Dans l'hypothèse probable d'une disparition de l’œuvre de 1504, on peut en imaginer l'aspect grâce aux triptyques de Vienne et de Bruges mais aussi en prenant en compte des gravures qui pourraient reproduire, intégralement ou partiellement, certaines œuvres perdues du maître.
On peut notamment citer un Jugement dernier gravé par Alart Duhameel vers 1490 (selon le BRCP) et dont la composition est largement reprise dans une peinture issue de la collection de Sébastien de Bourbon et passée en vente chez Christie's en 2003. Signée « Jheronimus Bosch » et vendue comme une production de l'atelier du maître, elle a de toute évidence été réalisée par un élève ou un suiveur.
Une autre gravure, publiée à Anvers dans les années 1550-1570 par Jérôme Cock avec la mention « Hieronymus Bos Inventor », autrefois interprétée comme le reflet d'un original perdu, est aujourd'hui considérée comme un pastiche réalisé par un suiveur.

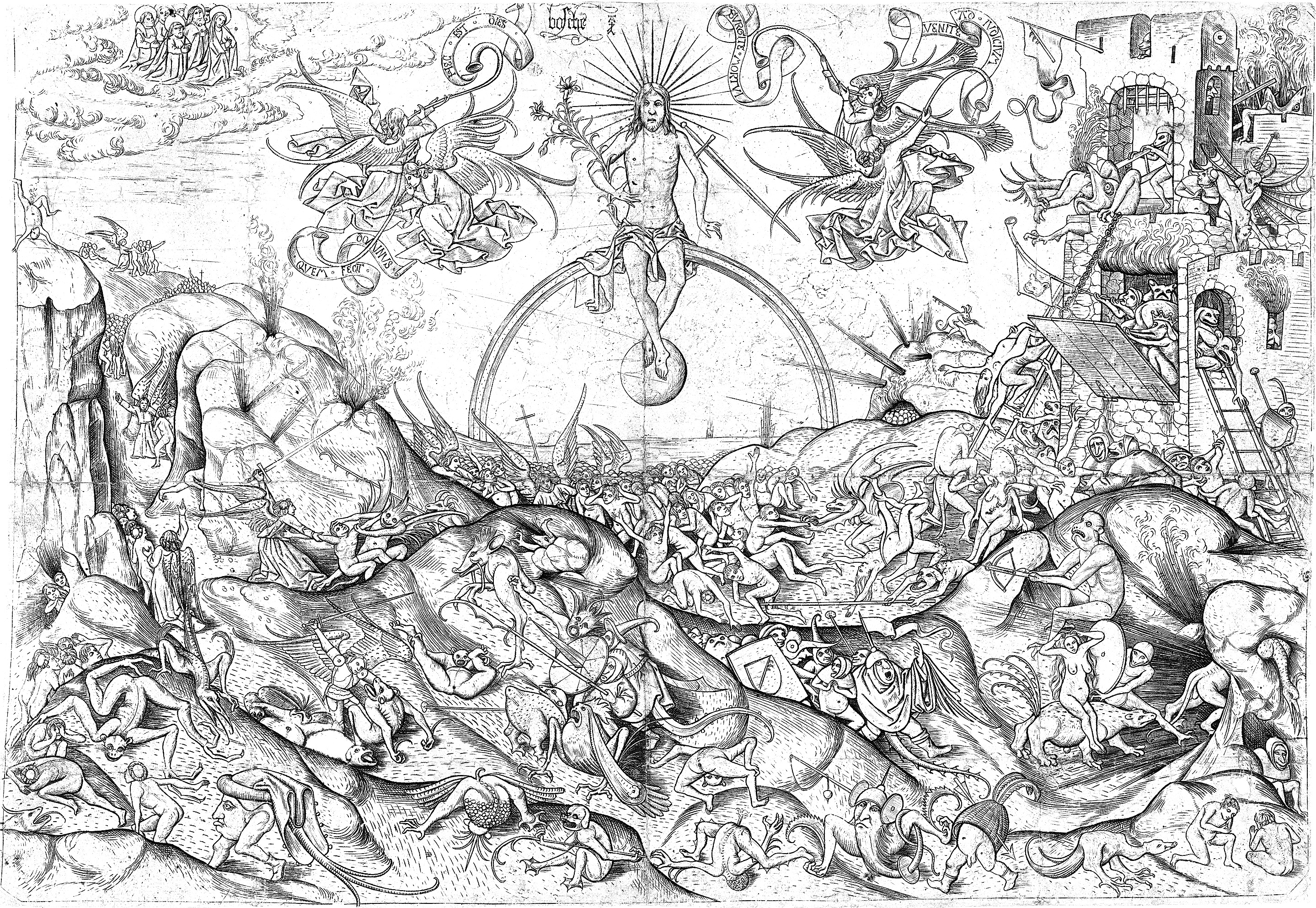
Le Jugement dernier, gravure par Alart Duhameel (vers 1490).
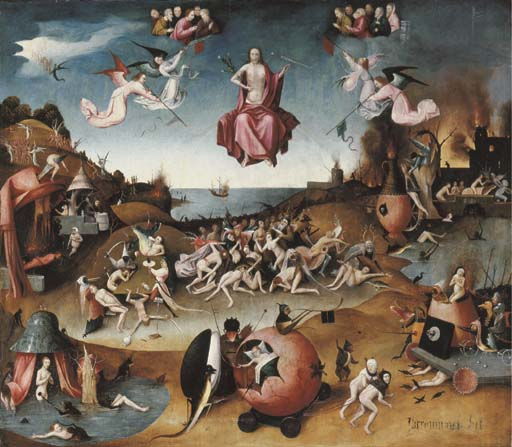
Atelier ou suiveur de Bosch, Le Jugement dernier, XVIe siècle, collection particulière.
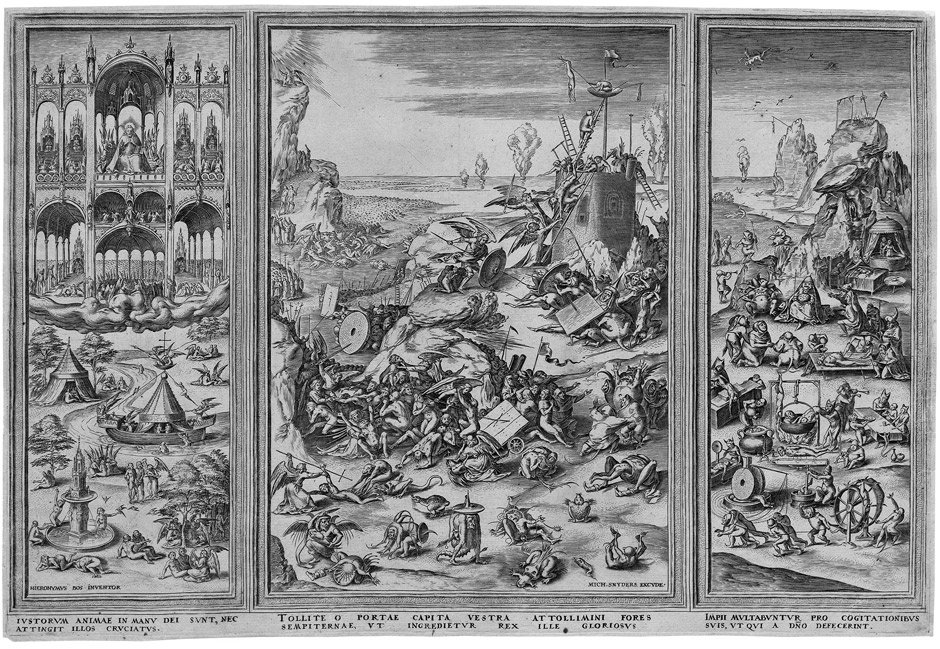
Copie exécutée au XVIIe siècle par Michael Snijders de la gravure publiée par Cock entre 1550 et 1570.